# Heinrich-Böll-Gesamtschule Bochum

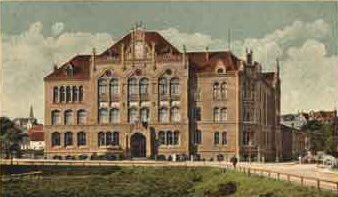
Freiherr-vom-Stein-Schule um 1900

Die Heinrich-Böll-Gesamtschule ist eine Gesamtschule im Stadtteil Grumme. Sie ist aus der Freiherr-vom-Stein-Schule, einem Gymnasium, hervorgegangen.

## Geschichte
Die Ursprünge reichen auf die 1865 gegründete Höheren Töchterschule zurück. Sie befand sich ab 1870 an der Humboldtstraße und zog 1900 in ein neues Gebäude an der Arndtstraße um. Architekt war der Stadtbaumeister Friedrich Neumann. Sie wurde später nach dem Reformer Heinrich Friedrich Karl vom Stein (1757–1831) in Freiherr-vom-Stein-Schule umbenannt.
Das Gymnasium wurde im Zweiten Weltkrieg zerstört. Das Schulgebäude am heutigen Standort in der Agnesstraße wurde von 1952 bis 1955 errichtet. Architekt war Hans Knirsch vom Städtischen Planungsamt. Der Namenspatron der heutigen Gesamtschule ist der Schriftsteller Heinrich Böll (1917–1985).
Die Freiherr-vom-Stein-Schule war unter anderem bekannt für einen hohen Anteil an Kindern aus Arbeiterfamilien unter ihren Schülern. Darüber hinaus nahm sie regelmäßig bis zu drei Züge neuer Schüler in die gymnasiale Oberstufe auf, die als sogenannte „Quereinsteiger“ von anderen Schultypen ihr Abitur an dieser Schule anstrebten. Ein vielfältiges außerschulisches Angebot an Arbeitsgemeinschaften und Freizeitkursen war ein weiteres prägendes Merkmal.
1990, zum 125-jährigen Bestehen der Schule, wurde das Gymnasium geschlossen, um der zu diesem Zeitpunkt bereits bestehenden Gesamtschule Platz zu machen.

## Gesamtschule
Ab den 1980er Jahren wurde die Schule jahrgangsweise in eine Gesamtschule umgewandelt.
Die Schule ist heute eine Ganztagsschule mit Unterricht von 8.00 bis 15.50 Uhr. Sie besitzt einen Musikzweig: Je zwei der sechs Klassen eines Jahrgangs erhalten während der Sekundarstufe I einen erweiterten Musikunterricht. Um die Lernleistungen der Schüler zu verbessern, arbeitet man auch nach dem Konzept des Kooperativen Lernens.

## Gebäude
Die Schule besteht aus insgesamt 4 Gebäuden. Das Gebäude Agnesstraße, das Gebäude Gretchenstraße, das Oberstufengebäude Wielandstraße und dem neuen im Sommer 2017 leicht verspäteten vollendeten Erweiterungsbau Agnesstraße mit dem inoffiziellen Namen „Spanisches Haus“. Die Gebäude Agnesstraße und Gretchenstraße besitzen zum Teil Smartboards, während das Gebäude Wielandstraße und der Erweiterungsbau Agnesstraße vollständig mit der Smatboard-Technologie ausgestattet sind.